# 马尔科·斯皮苏

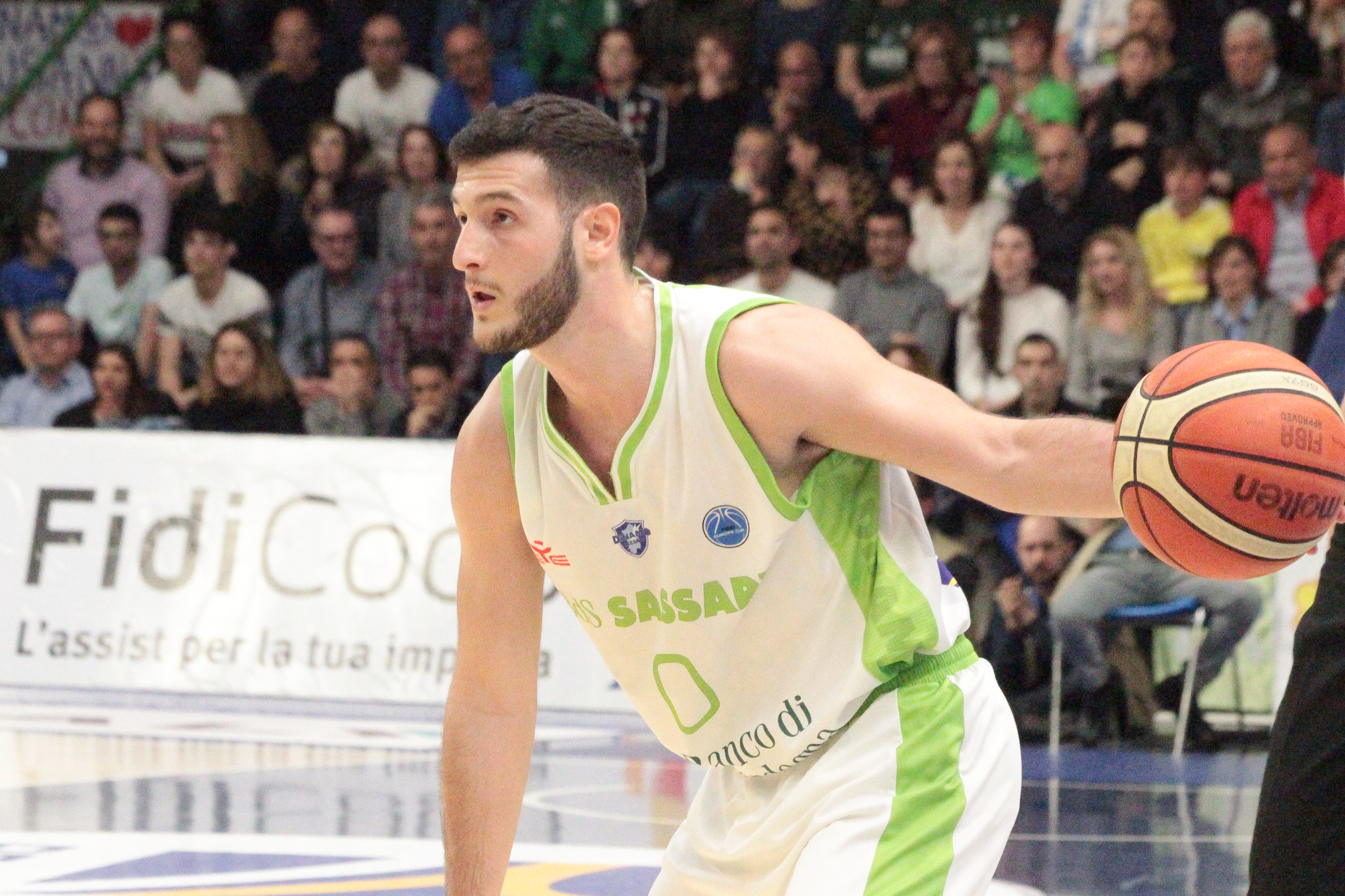
马尔科·斯皮苏

马尔科·斯皮苏（義大利語：Marco Spissu，1995年2月5日—），意大利男子篮球运动员，场上位置是控球后卫。他曾代表意大利国家队参加2020年夏季奥林匹克运动会男子篮球比赛。